# Emma Kenney
Emma Kenney, född den 14 september 1999 i New York City är en amerikansk skådespelare.
Kenney har bland annat medverkat i TV-serierna Shameless mellan 2011 och 2020, Rosanne år 2018 samt The Conners 2018-2023. Hon är spelat en av huvudrollerna i filmen Back to Lyla från 2022.

## Filmografi (i urval)
- 2011-2020: Shameless
- 2018-2023: The Conners
- 2018: Roseanne
- 2022: Back to Lyla